# Oleiros-Amieira
Oleiros-Amieira (oficialmente União das Freguesias de Oleiros e Amieira) é uma freguesia portuguesa do município de Oleiros, com 143,64 km² de área e 2080 habitantes (censo de 2021). A sua densidade populacional é 14,5 hab./km².

## História
Foi criada aquando da reorganização administrativa de 2013, resultando da agregação das antigas freguesias de Oleiros e Amieira.

## Demografia
A população registada nos censos foi:
| Ano  | 0-14 Anos | 15-24 Anos | 25-64 Anos | > 65 Anos |
| 2001 | 319       | 339        | 1269       | 750       |
| 2011 | 236       | 217        | 1223       | 746       |
| 2021 | 182       | 166        | 996        | 736       |

À data da junção das freguesias, a população registada no censo anterior foi:
| Freguesia atual   | Freguesia atual  | Freguesia atual | Freguesias antigas | Freguesias antigas | Freguesias antigas |
| Freguesia         | População (2011) | Área (km²)      | Freguesia          | População (2011)   | Área (km²)         |
| ----------------- | ---------------- | --------------- | ------------------ | ------------------ | ------------------ |
| Oleiros - Amieira | 2422             | 143,64          | Oleiros            | 2306               | 115,49             |
| Oleiros - Amieira | 2422             | 143,64          | Amieira            | 116                | 28,15              |

## Monografia
Há um livro de 1881 que descreveu a vila e o seu concelho com considerável pormenor. O seu autor foi o bispo de Angra, um natural de Oleiros. Naturalmente que atualmente, o interesse da obra é histórico. Mas e de leitura obrigatória para qualquer pessoa que seja de Oleiros, aí more ou por Oleiros se interesse. Para referencias de onde adquirir uma versao facsimilada da obra, ver as notas